# Stazione di Gamagōri
La stazione di Gamagōri (蒲郡駅?, Gamagōri-eki) è una stazione ferroviaria di interscambio situata nella città di Gamagōri, nella prefettura di Aichi in Giappone. La stazione ospita due operatori, la JR Central servita dalla linea principale Tōkaidō e le Ferrovie Meitetsu per la linea Meitetsu Gamagōri.

## Linee
JR Central
■ Linea principale Tōkaidō
 Ferrovie Meitetsu
■ Linea Gamagōri

## Struttura

### Stazione JR
La stazione è costituita da due marciapiedi a isola con 4 binari su viadotto, dei quali sono in genere utilizzati i due più interni (2 e 3)
| 1-2 | ■ Linea principale Tōkaidō | per Toyohashi e Hamamatsu |
| 3-4 | ■ Linea principale Tōkaidō | per Nagoya, Gifu e Ōgaki  |

### Stazione Meitetsu
La stazione è costituita da un marciapiede a isola con 2 binari in superficie.
| 1-2 | ■ Linea Gamagōri | per Kira-Yoshida |

## Stazioni adiacenti
| ≪                        | Servizio                            | ≫                        |
| Linea principale Tōkaidō | Linea principale Tōkaidō            | Linea principale Tōkaidō |
| ------------------------ | ----------------------------------- | ------------------------ |
| Mikawa-Miya              | Locale Rapido sezionale             | Mikawa-Shiotsu           |
| Toyohashi                | Rapido Nuovo Rapido Rapido Speciale | Okazaki                  |
| Linea Gamagōri           |                                     |                          |
| Gamagōri-kyōteijō-mae    | Locale                              | Capolinea                |